# Mostacillastrum morrisonii
Mostacillastrum morrisonii är en korsblommig växtart som först beskrevs av Al-shehbaz, och fick sitt nu gällande namn av Al-shehbaz. Mostacillastrum morrisonii ingår i släktet Mostacillastrum och familjen korsblommiga växter. Inga underarter finns listade i Catalogue of Life.